# Rankenkopf
Rankenkopf är ett berg i Österrike. Det ligger i distriktet Zell am See och förbundslandet Salzburg, i den centrala delen av landet, 300 km väster om huvudstaden Wien. Toppen på Rangen är 1 496 meter över havet.